# نهر بالوس
نهر بالوس هو رافد من روافد نهر الأفعى في واشنطن و إيداهو، يقع في شمال غرب الولايات المتحدة. يتدفق لمسافة 167 ميلاً (269 كم) باتجاه الجنوب الغربي، بشكل أساسي عبر منطقة بالوز في جنوب شرق واشنطن. إنه جزء من حوض نهر كولومبيا، حيث أن نهر الأفعى هو أحد روافد نهر كولومبيا.

تم حفر الوادي الخاص به بواسطة مفترق طرق في فيضانات ميسولا الكارثية في العصر الجليدي السابق، والتي امتدت فوق هضبة كولومبيا الشمالية وتدفقت في نهر الأفعى، مما أدى إلى تآكل مجرى النهر الحالي في بضعة آلاف من السنين.

## جغرافيا
نهر بالوس يدخل نهر الأفعى في فيري ليون بالقرب من ستاربوك، متجهًا شمالًا في عام 2006 ويتدفق من شمال ولاية أيداهو إلى جنوب شرق واشنطن عبر منطقة بالوز، التي سميت بهذا الاسم نسبةً إلى النهر.
ينبع النهر من ولاية أيداهو في شمال شرق مقاطعة لاتا، في جبال هودو في غابة سانت جو الوطنية . يتدفق غربًا، بالقرب من طريق الولاية السريع 6، حيث يقترب من خط الولاية. في واشنطن، يتدفق النهر في مقاطعة ويتمان إلى النهر ثم إلى كولفاكس، حيث يلتقي بساوث فورك، الذي ينبع على المنحدرات الجنوبية لجبل موسكو في سلسلة بالوز ، ويتدفق جنوب موسكو وغربًا إلى بولمان (الجنة كريك يوازي الشوكة جنوب، يمر عبر موسكو إلى بولمان، يرافقه بيل شيبمان بالاوس تريل و دولة طريق 270.)
من كولفاكس، يتعرج النهر غربًا وينتهي في الجزء السفلي من نهر الأفعى جنوب غرب هوبر ، ولكن ليس قبل أن يسقط فوق شلالات بالوز يدخل نهر بالوز إلى نهر الأفعى أسفل سد الأوز الصغير وفوق السد الأثري السفلي .

## الحوض والتفريغ
تبلغ مساحة حوض تصريف نهر بالوز 3،303 ميل مربع (8.550 كم 2) في المنطقة. متوسط التفريغ السنوي ، كما تم قياسه بواسطة USGS gage 13351000 في Hooper ( ميل النهر 19.6) ، هو 599 قدم مكعب في الثانية (17 م 3 / ثانية)، مع أقصى تدفق يومي مسجل يبلغ 27800 قدم مكعب ثانية (787) م 3 / ث)، والحد الأدنى من التدفق الصفري.

## جيولوجيا
و ميسولا الفيضانات التي اجتاحت دوريا في شرق واشنطن وعبر نهر هضبة كولومبيا خلال حقبة العصر الجليدي اقتطعت بالاوس نهر الوادي، والذي هو 1000 قدم (300 م) في عمق الأماكن. 
تدفق نهر بالوس الأسلاف عبر قطع جافة في نهر كولومبيا . تم إنشاء الوادي الحالي عندما تجاوزت فيضانات ميسولا فجوة الصرف الشمالية لنهر بالوز الأجداد ، وحولتها إلى المسار الحالي إلى نهر الأفعى عن طريق تآكل قناة جديدة أعمق.
تتميز المنطقة بوجود أزواج متشابكة ومعلقة ناتجة عن الفيضانات، وإعتام عدسة العين، وأحواض غطس، وحفر كولك، ومقاعد صخرية، وتلال، وقمم نموذجية للأرض.